# Assyrier/syrianer i Sverige
Till assyrier/syrianer i Sverige räknas personer som är folkbokförda i Sverige och som har sitt ursprung från en kristen folkgrupp i Mellanöstern. År 2018 befann sig uppskattningsvis 120-150 000 assyrier/syrianer i Sverige. Anledningen till att man inte vet den exakta siffran assyrier/syrianer i Sverige är för att Statistiska centralbyrån inte insamlar data om etnicitet. Folkgruppen har ingen egen stat.
Det liturgiska språket är syriska. Inom gruppen talas olika nyarameiska varieteter, samt arabiska, kurdiska och turkiska.

## Historik
Assyrier/syrianer är ursprungligen från Irak, södra Turkiet, nordöstra Syrien, och nordvästra Iran.
Den första gruppen med 205 flyktingar anlände till Sverige från Libanon under första halvåret 1967. Den största koncentrationen av gruppen finns i Södertälje med omnejd. 
I Södertälje kommun bor det ca 30 000 assyrier/syrianer där den största delen av befolkningen kommer från Tur Abdin i sydöstra Turkiet.
Assyriska riksförbundet grundades 1977, följt av Syrianska riksförbundet år 1978. Den assyrisk-syrianska namnkonflikten, det vill säga vilket namn som är rätt, assyrier eller syrianer, har genomsyrat hela invandrargruppens samhällsliv. Det är en politiskt laddad fråga, men båda grupperna är överens om att de är ett och samma folk, har samma religion och talar samma språk. De som kallar sig assyrier har sin identitet som ättlingar till de forntida assyrierna medan syrianer identifierar sig med det arameiska ursprunget och upprätthåller namnet i enlighet med syrisk-ortodoxa kyrkans gamla benämning.
Enligt forskning är det upp till tre gånger vanligare bland assyrier/syrianer än bland andra Södertäljebor att starta eget företag, vilket visar på småföretagarandan inom folkgruppen.

## Sport
Sportmässigt har fotbollsklubben Assyriska FF utmärkt sig genom spel i Allsvenskan 2005. Man lyckades även ta sig till final i Svenska cupen 2003, efter att bland annat ha besegrat 2002 års mästarlag Djurgårdens IF med 4-0 på Stockholms stadion. Då assyrierna saknar eget land och fotbollsförbund betraktar vissa klubben som assyriernas inofficiella landslag.  
Säsongen 2011/2012 spelade även Syrianska FC från Södertälje i Allsvenskan.